# Féchy
Féchy är en ort och kommun i distriktet Morges i kantonen Vaud, Schweiz. Kommunen har 906 invånare (2023).